# 十二月一日乡
十二月一日乡（1 Decembrie），罗马尼亚南部伊尔福夫县下辖的乡。总人口9,436，其中9,067（96.08%）为罗马尼亚人，363人（3.84%）为罗姆人。十二月一日乡下辖一个村，十二月一日村。该乡曾管辖科珀切尼村，2005年后分出为科珀切尼鄉。 十二月一日乡曾名十二月三十日乡，目的是为纪念1947年共和国成立。1989年，罗马尼亚革命后改为现名，目的是纪念特兰西瓦尼亚并入罗马尼亚王国。